# 罗纳德·亚历山大
罗纳德·亚历山大（1994年1月19日—），印尼男子羽毛球運動員。

## 簡歷
2011年10月，罗纳德·亚历山大代表印尼隊出戰印度勒克瑙舉行的亚洲青年羽毛球錦標賽，在率先進行的混合团体赛中，韩國队取得铜牌；而在雙打賽事中，罗纳德·亚历山大与西华努斯·盖尔則在準決賽以0比2 （17-21、19-21）不敌中華台北的盧敬堯/黃主恩，赢得了季军。同年10月，他再次出戰中華民國桃園舉行的世界青年羽毛球錦標賽，他与蒂亚拉·罗萨莉娅·努莱达赫携手合作成功地打进决赛，提前与队友会师实现了冠亚军包揽权。决赛中，迎来了队友的阿尔弗兰·埃科·普拉塞特亚/格罗里亚·埃马努埃莱·维德佳佳之间的印尼内战，最终大战三局以1比2 （21-12、17-21、23-25）惜败于队友，赢得了混双季军。
2013年，罗纳德·亚历山大與西华努斯·盖尔合作，先後贏得伊朗國際挑戰賽和印尼黃金大獎賽男雙冠軍，这也是他首次与搭档合作打出最好的佳绩。
2014年8月，罗纳德·亚历山大分别與哈菲兹·费萨尔以及梅拉蒂·达伊瓦·奥克塔维亚尼出戰印尼羽毛球國際挑戰賽。在男双赛事中，与队友的法贾·阿尔弗兰/穆罕默德·里安·阿利安托四局交战后，以1比3 （11-9、9-11、6-11、8-11）落败。而混双方面，再度联手以3比1 （7-11、11-4、11-6、11-7）拿下队友的穆罕默德·雷扎/维塔·玛丽莎，赢得了俩人合作以来的第一个國際挑戰賽的冠军。其后，他再次携手两位搭档出戰越南羽毛球大獎賽。在男双方面，面对赛会8号种子、日本的數野健太/山田和司，最终以0比2 （16-21、16-21）不敌对手。而混双比赛中，再次相遇队友的穆罕默德·雷扎/维塔·玛丽莎，以0比2 （11-21、18-21）让对手报回一箭之仇。
2015年10月，罗纳德·亚历山大搭档梅拉蒂·达伊瓦·奥克塔维亚尼出戰中華台北羽毛球黃金大獎賽。在準决赛中，表现强势以2比0 （21-8、21-13）轻取马来西亚的陈健铭/白燕薇，顺利闯入决赛。决赛中，对战中華台北的張課琦/張莘恬，激战三局以2比1 （21-18、25-27、21-15）力压对手，这也是它们首次赢得了成人组的冠军。
2016年9月，罗纳德·亚历山大與梅拉蒂·达伊瓦·奥克塔维亚尼出戰印尼羽毛球大師賽。在决赛中，面对赛会3号种子、东南亚强档马来西亚的陈健铭/賴沛君，表现出色以2比0 （21-16、21-17）完胜对手夺得本土赛事的冠军，同时也捍卫了主场的优势。
2017年8月，罗纳德·亚历山大的搭档改为安妮萨·绍菲卡出戰紐西蘭羽毛球黃金大獎賽。在準决赛中，对战王齊麟/陳煊渝的跨国组合，鏖战三局以2比1击退了对手。决赛中，迎战了赛会8号种子、东道主澳大利亚的沙旺·塞拉辛哈/塞特亚纳·玛帕萨，表现亮眼以2比0 (21-19、21-14）拿下对手，赢得了俩人初次的首个冠军。

## 主要比賽成績
只列出曾進入準決賽的國際賽事成績：
| 年份   | 賽事                     | 公開賽級別 | 項目     | 拍檔                       | 成績   |
| ------ | ------------------------ | ---------- | -------- | -------------------------- | ------ |
| 2011年 | 亞洲青年羽毛球錦標賽     | 其他       | 混合團體 | －                         | 季軍   |
| 2011年 | 亞洲青年羽毛球錦標賽     | 其他       | 男子雙打 | 西华努斯·盖尔              | 季軍   |
| 2011年 | 世界青年羽毛球錦標賽     | 其他       | 男子雙打 | 西华努斯·盖尔              | 季軍   |
| 2011年 | 世界青年羽毛球錦標賽     | 其他       | 混合雙打 | 蒂亚拉·罗萨莉娅·努莱达赫   | 亞軍   |
| 2013年 | 伊朗羽毛球國際挑戰賽     | 國際挑戰賽 | 男子雙打 | 西华努斯·盖尔              | 亞軍   |
| 2013年 | 印尼羽毛球黃金大獎賽     | 黃金大獎賽 | 男子雙打 | 西华努斯·盖尔              | 亞軍   |
| 2014年 | 印尼羽毛球國際挑戰賽     | 國際挑戰賽 | 男子雙打 | 哈菲兹·费萨尔              | 準決賽 |
| 2014年 | 印尼羽毛球國際挑戰賽     | 國際挑戰賽 | 混合雙打 | 梅拉蒂·达伊瓦·奥克塔维亚尼 | 冠軍   |
| 2014年 | 越南羽毛球大獎賽         | 大獎賽     | 男子雙打 | 阿尔弗兰·埃科·普拉塞特亚   | 準決賽 |
| 2014年 | 越南羽毛球大獎賽         | 大獎賽     | 混合雙打 | 梅拉蒂·达伊瓦·奥克塔维亚尼 | 準決賽 |
| 2014年 | 保加利亞羽毛球國際賽     | 國際挑戰賽 | 男子雙打 | 伊迪·苏巴蒂亚              | 亞軍   |
| 2014年 | 保加利亞羽毛球國際賽     | 國際挑戰賽 | 混合雙打 | 梅拉蒂·达伊瓦·奥克塔维亚尼 | 準決賽 |
| 2015年 | 奧地利羽毛球公開賽       | 國際挑戰賽 | 混合雙打 | 梅拉蒂·达伊瓦·奥克塔维亚尼 | 亞軍   |
| 2015年 | 中華台北羽毛球黃金大獎賽 | 黃金大獎賽 | 混合雙打 | 梅拉蒂·达伊瓦·奥克塔维亚尼 | 準決賽 |
| 2015年 | 中華台北羽毛球大獎賽     | 大獎賽     | 混合雙打 | 梅拉蒂·达伊瓦·奥克塔维亚尼 | 冠軍   |
| 2015年 | 澳門羽毛球黃金大獎賽     | 黃金大獎賽 | 混合雙打 | 梅拉蒂·达伊瓦·奥克塔维亚尼 | 準決賽 |
| 2015年 | 哥本哈根羽毛球大師賽     | 其他       | 混合雙打 | 梅拉蒂·达伊瓦·奥克塔维亚尼 | 準決賽 |
| 2016年 | 印尼羽毛球大師賽         | 黃金大獎賽 | 混合雙打 | 梅拉蒂·达伊瓦·奥克塔维亚尼 | 冠軍   |
| 2017年 | 紐西蘭羽毛球黃金大獎賽   | 黃金大獎賽 | 混合雙打 | 安妮萨·绍菲卡              | 冠軍   |
| 2017年 | 越南羽毛球大獎賽         | 大獎賽     | 混合雙打 | 安妮萨·绍菲卡              | 準決賽 |
| 2018年 | 中國陵水羽毛球大師賽     | 超級100賽  | 混合雙打 | 安妮薩·紹菲卡              | 亞軍   |
| 2018年 | 中華台北羽毛球公開賽     | 超級300賽  | 混合雙打 | 安妮薩·紹菲卡              | 準決賽 |

| 2007-2017年 | 首要超級賽 | 超級賽 | 黃金大獎賽 | 大獎賽 | 國際挑戰賽 | 國際系列賽 | 未來系列賽 | 其他 |

| 2018-2026年 | 總決賽 | 超級1000賽 | 超級750賽 | 超級500賽 | 超級300賽 | 超級100賽 | 國際挑戰賽 | 國際系列賽 | 未來系列賽 | 其他 |

### 奧運會和世錦賽參賽紀錄
|          | 搭檔          | 2018 | 2019 |
| -------- | ------------- | ---- | ---- |
| 混合雙打 | 安妮萨·绍菲卡 | 32強 | 48強 |